# Чемпионат России по женской борьбе 2009
Чемпионат России по женской борьбе 2009 года проходил с 12 по 14 июня в городе Ставрополь.

## Медалисты
| Весовая категория | Золото                                | Серебро                              | Бронза                                                                   |
| ----------------- | ------------------------------------- | ------------------------------------ | ------------------------------------------------------------------------ |
| До 48 кг          | Лариса Ооржак Красноярский край, Тыва | Лилия Каскаракова Хакасия            | Любовь Кузьмина Бурятия Полина Рубель Приморский край                    |
| До 51 кг          | Екатерина Краснова Чувашия            | Марина Вильмова Бурятия              | Любовь Масенкова Брянск Замира Рахманова Дагестан                        |
| До 55 кг          | Наталья Гольц Москва                  | Наталья Смирнова Ставропольский край | Светлана Ширяева Москва Людмила Первушова Брянск                         |
| До 59 кг          | Ольга Киосова Ставропольский край     | Жаргалма Цыренова Бурятия            | Юлия Реквава Москва Маргарита Фаткулина Москва                           |
| До 63 кг          | Любовь Волосова Бурятия               | Ирина Полянская Московская область   | Екатерина Мельникова Якутия Ирина Сушко Тюменская область                |
| До 67 кг          | Юлия Бартновская Красноярский край    | Евгения Атаманова Красноярский край  | Марина Колобаева Москва Ирина Богданова Иркутск                          |
| До 72 кг          | Елена Перепёлкина Санкт-Петербург     | Екатерина Букина Москва              | Ирина Фомичёва Ставропольский край Алёна Стародубцева Краснодарский край |